# Violin Phase
Violin Phase est une œuvre du compositeur américain Steve Reich écrite en octobre 1967 dans le style de la musique de phase pour quatre violons ou un violon et bande magnétique.

## Historique
Composé en octobre 1967, Violin Phase fait suite à Piano Phase qui fut sa première composition répétitive pour instrument utilisant le phasage/déphasage. Steve Reich considère que Violin Phase est « une expansion et un raffinement de Piano Phase . Toutefois Violin Phase représente une évolution par rapport à la pièce fondatrice de la série puisqu'elle rend plus perceptible pour l'auditeur les « motifs résultants » générés par le principe de phasing des quatre voix, bien que non écrits sur la partition. La pièce est composée pour un violon solo et trois violons enregistrés sur bande magnétique mais doit être préférablement jouée par quatre violons en direct afin de renforcer la densité de la texture et du contrepoint.
En 1982, la chorégraphe belge Anne Teresa De Keersmaeker crée le deuxième mouvement de Fase sur Violin Phase en dansant le seul solo de l'œuvre où elle posera les bases de son langage chorégraphique notamment avec l'utilisation de la spirale. L'ensemble Fase constituant depuis une pièce majeure de la danse contemporaine.

## Structure
Violin Phase est écrit dans la tonalité de fa# mineur. L'œuvre commence par la répétition d'un court thème au violon, à laquelle s'ajoute le même motif décalé d'une note en avant, joué soit par un second puis un troisième violon, soit par une bande magnétique pré-enregistrée. Reich développe et enrichi ses compositions en produisant de nouvelles chimères sonores, « sous-produits psycho-acoustiques de la répétition », dépendants de l'attention de l'auditeur et issues de son principe de phasage/déphasage appliqué à quatre voix. Le principe de ces « motifs résultants » déjà abordé dans Come Out et Piano Phase est avec cette composition clarifié et complètement exploité et maitrisé par Steve Reich. La perception de ces motifs résultants est cependant différente d'un auditeur à l'autre selon son attention sur une ligne mélodique dédiée ou sa focalisation acoustique sur un plan sonore donné à la manière des perceptions visuelles des jeux d'illusions optiques.
L'exécution de l'œuvre dure environ 15 minutes.

## Electric Guitar Phase

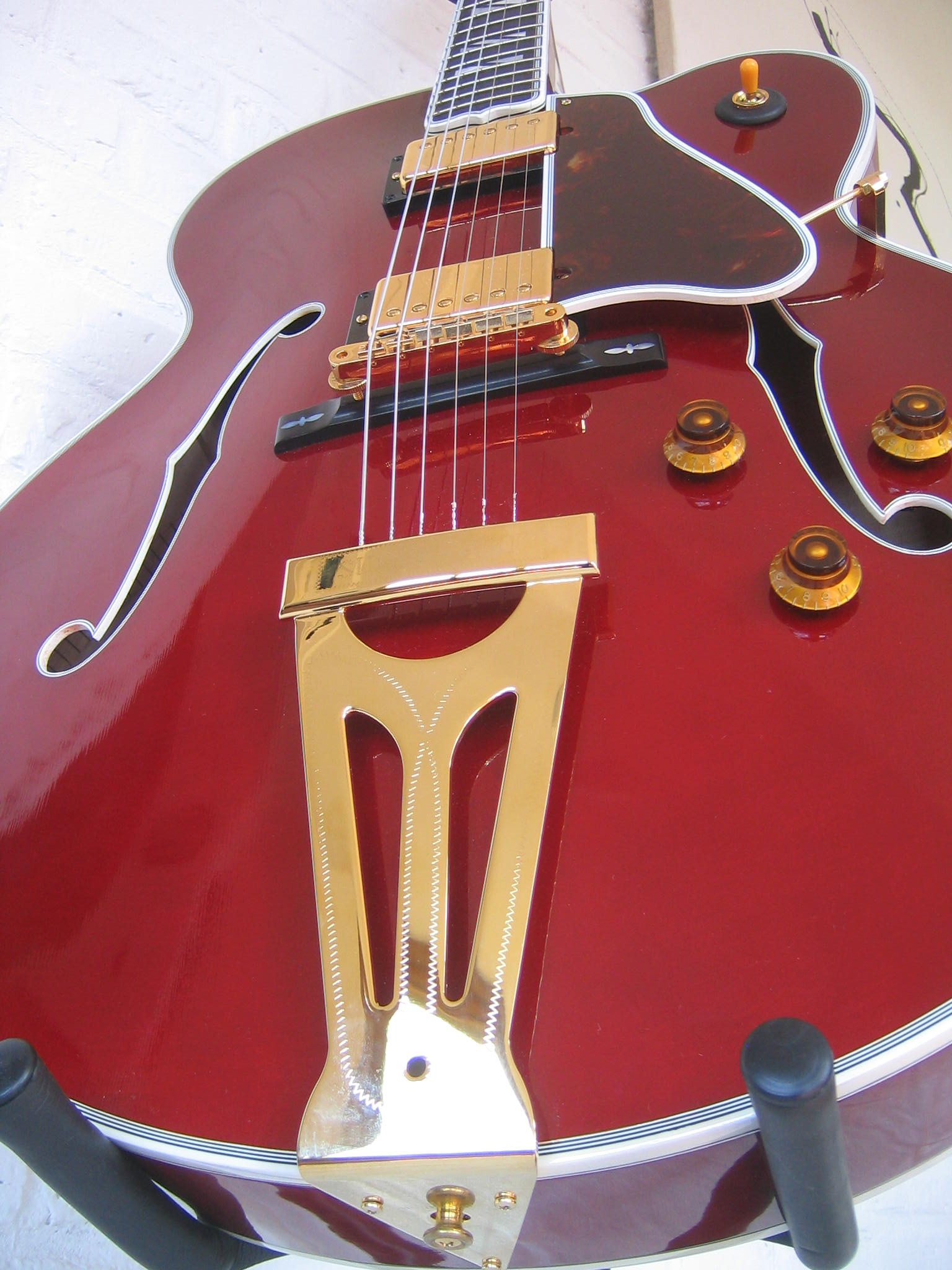
Guitare électrique.

Electric Guitar Phase est une version transposée pour quatre guitares électriques de Violin Phase. Il s'agit essentiellement d'une transposition en ré mineur réalisée en 2000 par Dominic Frasca et Steve Reich. L'initiative de cette démarche revient au guitariste Dominic Frasca qui propose en 2000 à Reich d'adapter l'œuvre pour son instrument. Ce dernier séduit par la proposition travaille en étroite relation avec Frasca pour réaliser la transposition et choisir les motifs principaux.
Steve Reich avait déjà écrit pour guitare électrique, en 1987, avec Electric Counterpoint pour Pat Metheny. Cependant cette œuvre plus ancienne était une réelle création, et non, comme pour Electric Guitar Phase, une simple transposition pour guitare d'une œuvre antérieure.
Electric Guitar Phase procède du même principe de phasage/déphasage que l'œuvre originale. Une guitare joue le motif simple de notes avant qu'une seconde guitare vienne reprendre le même motif à l'unisson, puis, petit à petit, accélère la vitesse d'exécution du motif de façon à glisser d'un huitième de note en avant de la première guitare. À cela s'ajoute tout au long de la pièce les deux autres guitares jouant dans différents rythmes et phases, créant la musique canonique particulière caractéristique des œuvres des années 1960 de Steve Reich.

## Enregistrements
- Music for a Large Ensemble/Violin Phase/Octet, par Steve Reich and Musicians, ECM New Series 1168 (1980).
- Eight Lines, City Life, Violin Phase, New-York Counterpoint, par Ensemble Modern, Jagdish Mistry (violon), BMG (2002).
- Electric Guitar Phase : sur le disque Triple Quartet par Dominic Frasca, Nonesuch Records (2001).